# Satellietflits
Een satellietflits is een lichtflits die ontstaat wanneer zonlicht via een kunstmatige satelliet naar de Aarde wordt gereflecteerd (gewone spiegelreflectie).

## Iridiumflits
Satellietflitsen stonden lange tijd vooral bekend als Iridiumflitsen. Iridium is de naam van een netwerk van enkele tientallen communicatiesatellieten voor telefonie van het bedrijf Iridium Communications en verwijst hier dus niet naar het chemisch element iridium. Van 1997 tot 2019 hadden deze spiegelende antennes, en waren ze de satellieten met de helderste flits. Dit werd een Iridiumflits genoemd. Sommige flitsen waren wel 20 keer zo fel als Venus.

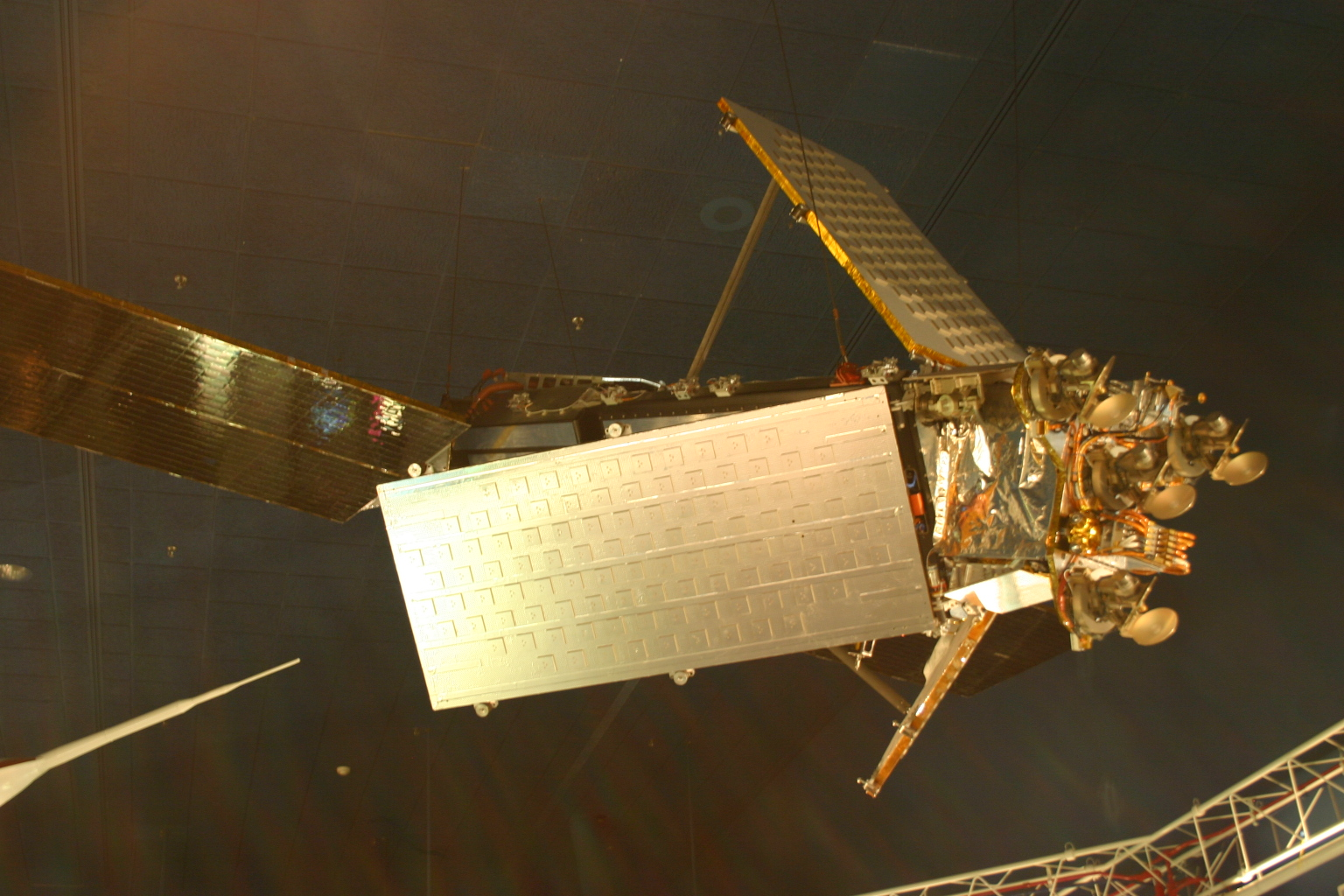
Iridiumsatelliet

De Iridium 1-satellieten bevonden zich in een gecontroleerde baan, waardoor de flitsen konden worden voorspeld. Computerprogramma's kunnen met de baaninformatie de zichtbaarheid van een flits op een gekozen locatie voorspellen. Een Iridium 1-satelliet had drie antennes met de grootte van een deur, die geregeld licht spiegelen naar de Aarde. Die reflecties konden zo fel zijn dat ze zelfs overdag waren te zien. De flitsen kunnen astronomen hinderen in hun observaties.

### Einde Iridiumflitsen
In 2017 en 2018 werden de satellieten van het originele Iridiumnetwerk vervangen door Iridium NEXT-satellieten. Deze hebben niet de glanzende antennes van de vorige generatie. De meeste oude iridiumsatellieten werden de dampkring in gestuurd en verbrandden. De iridiumflitsen zullen daardoor steeds minder vaak voorkomen. Tien satellieten zullen door brandstoftekort zo’n 25 jaar over hun weg terug naar aarde doen. Hun flitsen zijn echter niet meer voorspelbaar omdat ze nu minder gecontroleerd rond de aarde cirkelen.

## Animatie

Animatie van een iridiumflits